# Luzi Michel
Luzi Michel (* 9. Januar 1841 in Igis; † 17. Januar 1876 in Soglio GR) war ein Schweizer reformierter Geistlicher.

## Leben
Luzi Michel wurde als Sohn des Amtmanns Christian Michel geboren. Im Alter von 16 Jahren besuchte er die Bündner Kantonsschule in Chur, doch verliess er sie vorzeitig, um Landwirt im Thurgau zu werden. Nachdem er 1862 seine Matura nachgeholt hatte, besuchte er die Universität Jena, um Theologie zu studieren, später wechselte er an die Universität Zürich. 1865 nahm er eine Stelle als Pfarrvertreter in Peist an, wurde er erst im folgenden Jahr in die evangelisch-rätische Synode aufgenommen. Dann wurde ihm das Vertretersamt auch formal anerkannt. 1869  wurde er Pfarrer der Gemeinden Mutten GR und Soglio. Diese Tätigkeit übte er sieben Jahre lang aus, bis er am 17. Januar 1876 in Soglio im Alter  von 35 Jahren verstarb.
Michel war ein liberaler Theologe. Er plante, die Gebete gänzlich aus den Gottesdiensten zu entfernen, und auch die Wunder Jesu Christi sowie dessen Geburt und Tod bestritt er. Er sah das Christentum mehr durch Leben und Lieben statt durch Glauben und Dogma vertreten. In der von ihm 1873 gegründeten Zeitschrift Der Volksmann brachte er seine Ideen an die Öffentlichkeit. Er verhöhnte den Glauben und wurde von den Bürgern Churs beim Kirchenrat des Kantons angezeigt. Dieser verfasste nur ein Mahnschreiben, gegen das Michel jedoch protestierte und das Vorgehen des Kirchenrates kritisierte. Die Synode verhandelte den Fall und verurteilte das Vorgehen des Kirchenrats ebenfalls. Seit 1873 setzte sich Michel in der Politik dafür ein, dass auch Pfarrer in das Kantonsparlament aufgenommen werden dürften. Im Mai 1875 wurde er selbst in das Parlament aufgenommen. Er vertrat die Meinung, die Kantonstruktur der Schweiz solle abgeschafft werden und das Land in fünf Grossregionen unterteilt werden. Durch den frühen Tod wurde die kirchliche und politische Aktivität Michels beendet, doch seine Ideen waren noch zu Anfang des 20. Jahrhunderts nicht in Vergessenheit geraten.

## Werke
- Zur Schweizerischen Bundesrevision. Eine Bombe in die kantonale Kleinstaaterei (Chur 1873)
- An die Mißachteten des Volkes. Zur socialen Frage (Chur 1874)
- Einige Postulate zum neuen Schulgesetz I. Das Verhältniss von Staat und Kirche und dieser beiden Potenzen zur Schule (Chur 1874)